# 샤를 2세 당부아즈 드 쇼몽

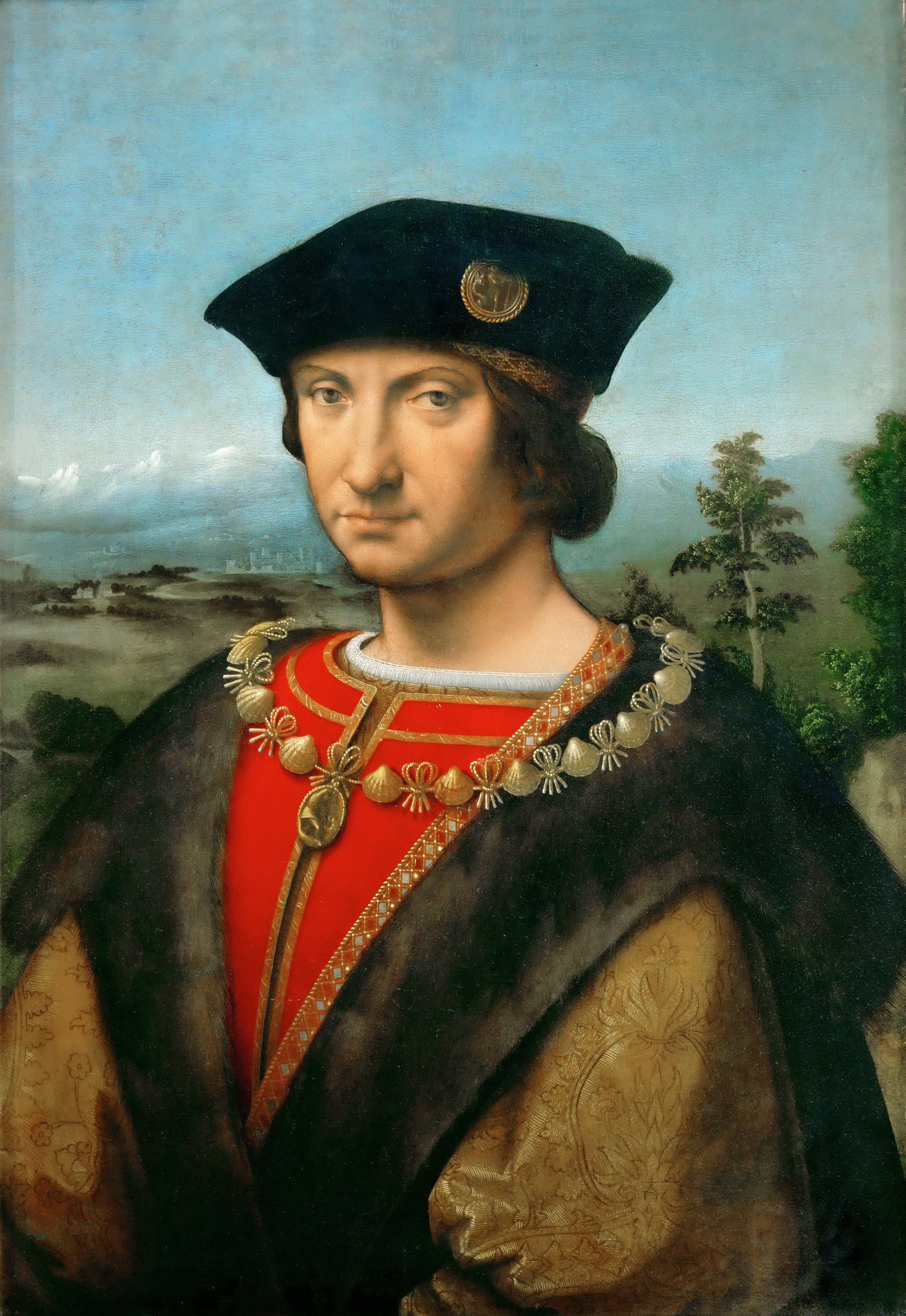
1507년 안드레아 솔라리기 그린 그의 초상화.

샤를 2세 당부아즈(Charles II d'Amboise, 1473년 – 1511년 2월 11일)는 프랑스의 루이 11세 재위 기간 밀라노의 프랑스 총독으로 있었던 프랑스 출신 귀족이며, 캉브레 동맹 전쟁 동안에는 프랑스 사령관이였다.

## 생애
쇼몽쉬르루아르에서 앙부아즈 가문 출신으로 태어난 그는 루이 12세의 수상인 추기경 조르주 당부아즈의 조카이자, 샹파뉴와 부르고뉴의 관리자 샤를 1세 당부아즈의 아들이였다. 샤를은 파리, 밀라노, 제노바 영지, 노르망디 지역의의 관리자 역할을 했었다. 1501년 그는 프랑스의 주요 사령관 중 한 명이자, 롬바르디아 총독으로 임명되었고, 밀라노에 머무는 동안 레오나르도 다 빈치의 친구가 되기도 했다. 그는 1502년부터 프랑스 육군원수가 된 1504년까지 프랑스의 장군이였다. 1508년부터 1510년까지 그는 프랑스 해군원수이기도 했고 1507년에는 제노바에서 일어난 반란을 진압하기도 했다.
1509년 아냐델로 전투에서 그는 프랑스의 선봉대를 지휘했었다. 1510년 그는 로마냐에서 교황 율리오 2세에 맞서 프랑스군을 지휘했다가 파문을 당하며; 볼로냐와 미란돌라를 점령해내는데 실패했고, 1511년 원정 중 코레조에서 질병으로 사망했다.
그의 아들 조르주는 1525년 파비아 전투에서 전사했다.

## 같이 보기
- 이탈리아 전쟁